# Ворона, Екатерина Александровна
Екатерина Александровна Ворона (21 декабря 1975, Фрязино) — российская художница, скульптор, график.
Ученица хранителя традиций старой итальянской школы живописи Андроника Петровича Якубяна.
Член Международного Художественного Фонда, Московского Союза Художников, Профессионального союза художников России.
Основательница «Студии Екатерины Ворона».
Работы находятся в коллекциях Музеев Ватикана, Государственного Русского музея, Российского Фонда Культуры, Музее Современного Искусства г. Ханты-Мансийск, Костромского Государственного Художественного Музея, Художественного Музея им. М. Ю. Лермонтова г. Заречный, Государственного Исторического Музея, Посольстве Китайской Народной Республики в Российской Федерации, Кенсингтонском дворце (Великобритания), а также во многих частных и корпоративных коллекциях в России, странах Европы и Азии.

## Наиболее значимые выставки
«Лето-это маленькая жизнь» Музей «Эксклибрис» — 2000.
«Москва и москвичи» Галерея «На Солянке» — 2000.
«По дороге с облаками» Выставочный зал-музей «Измайлово» — 2001.
Персональная выставка «Минуты Тишины» Центральный Дом Архитектора — 2008.
«Искусство -XXI век» Международный Художественный Фонд — Дом Правительства Российской Федерации — 2008.
Персональная выставка «Утро Города» -Здание Совета Федерации РФ −2009.
«Международный художественный салон» Центральный Дом Художника — 2009.
Персональная выставка «Весна» Галерея «Арт Яр» — VIP отделение Банка ВТБ 24 − 2009.
Персональная выставка «Лучшие воспоминания» — Галерея «Арт Яр», МХФ, Госкорпорация «Росатом» — 2009.
Всероссийский выставка-конкурс «За нашу Землю Русскую»
Персональная выставка «Поэзия садов» в рамках международного фестиваля искусств «Арт-Ноябрь» − 2009.
XIV Московская Художественная Ярмарка «Арт Манеж» — 2009.
Персональная выставка «Сады Души» — Галерея «Арт Яр», Башня «Федерация», ММДЦ «Москва-Сити» − 2010.
«Волнения» LaMAR gallery, Манеж" — 2011.
«Рожденные летать… и ползать» Государственный Русский музей — 2013.
«Адам и Ева» Дом Нащокина — 2013.
«Поваренная книга Русского Музея»Государственный Русский музей Санкт-Петербург, 2013
Персональная выставка «Время больших деревьев» ГК «Мать и дитя» Москва, 2014
Персональная выставка «В ожидании Пасхи» Галерея «Лестница»Министерство регионального развития Российской Федерации Москва, 2014
Персональная выставка в рамках Ночи музеев «Ноктюрны» Всероссийский музей декоративно-прикладного и народного искусства Москва, 2014
«5 выставка произведений станковой графики, живописи и скульптуры малых форм» — Московский союз художников. Объединение художников графического станкового искусства. Москва, Кузнецкий мост 11, 2014
Персональная выставка «Мой любимый город» в рамках «Года культуры в России» в Министерстве Культуры Российской Федерации, 2014
Персональная выставка в Гостиный Двор Москва, 2016
Персональная выставка в Государственном Русском музее, Санкт-Петербург, 2016
Персональная выставка «Музыка воды» в арт-центре Exposed, Москва, 2017
Аукцион Bonhams, Лондон, 2017
Russische Kunst heute, Остхаус Музеум, Хаген (Германия), 2018
Аукцион Bonhams (London, New Bond Street) 2018
Персональная выставка «Dreamscape» Пьяцца ди Петра, Рим (Италия) 2019
Персональная выставка в музее Pallazzo Collicola, Сполето (Италия) 2019

## Отзывы
«Достаточно констатировать: в оптике художника присутствует символистское стеклышко — конкретное „прорастает“ мифом и поэзией, и наоборот. Отсюда — суггестия образов Екатерины Ворона. Их завораживающее воздействие на зрителей.»— Александр Боровский 
искусствовед, куратор,
 заведующий Отделом новейших течений
 Государственного Русского музея, 
заслуженный деятель искусств Российской Федерации, 
член Санкт-Петербургского отделения АИС.

«Екатерина Ворона — тонкий и удивительный мастер камерного жанра, художник, обладающий подлинной искренностью чувств, индивидуальностью и самобытностью мировосприятия, профессиональной культурой, без пафоса объединяющий своим искусством людей разных эстетических взглядов и положений, именно эти качества характеризуют притягательную силу и очарование таланта.» —  Александр РожинДействительный член (академик) 
 Российской академии художеств,

 Член Президиума РАХ

«В каждой картине Екатерины Ворона ощущается эмоциональное присутствие автора, её цельная и вдумчивая натура, склонная к созерцательности. Она умеет „слышать“ природу, улавливать её поэтические и музыкальные ритмы.» — Натэлла Войскунская
Арт-директор фестиваля «Арт-Ноябрь»
Ответственный секретарь журнала «Третьяковская галерея»
Директор Фонда «Грани» 

«Если искать аналогии в литературе, то работы Екатерины Ворона сравнимы с поэзией. „Женской поэзией“, — могут добавить оппоненты. Но Екатерина и не стесняется этого. По её мнению, мир женщины прекрасен и полон поэзии. Радость материнства, прогулка с любимым человеком по осеннему парку, утро на даче — все это повод для художественного высказывания. Женская мудрость Екатерины помогает ей видеть поэзию мимолетных дней, поэзию прозрачную, похожую на глоток родниковой воды жарким днем.».— Александр Смольяков
кандидат искусствоведения

«… остались „люди искусства“, люди, благодаря работам которых в голове становится светло, а душа отделяется от тела, взлетает …..»— «Mainpeople»

«Нежные пастели Екатерины Ворона радуют глаз и манят в зыбкий мир штрихов и пятен. Каждая работа наполнена своим неповторимым настроением и колоритом..»— Наталья Новикова
Художник

«Художница начинала работать в живописной „староитальянской“ технике „сфумато“, для которой характерно смягчение очертаний изображаемых предметов и фигур (и светотеневой моделировки в целом), — оно позволяет передать окутывающий изображения воздух. Недавно Катя всерьез увлеклась пастелью, в её наиболее сложном варианте, который называется „пан-пастель“. Эта техника, с её прозрачной глубиной, легкой вибрацией тональных отношений и чувственно осязаемой фактурой, более всего позволяет автору передавать тончайшие нюансы внутреннего общения человека с природой. А ещё в каждом из её произведений звучит музыка.»— Ирина Долгополова
Вечерняя Москва

«Действительно прекрасная и изысканная работа пастелью…отражения солнца в вашей воде превосходно……гениальное произведение искусства»— Чак Ларивей 
 Художник, США

«Пейзажи Екатерины Ворона — это пронизанные музыкальными мелодиями романтические прогулки по паркам и садам.» — Сергей Карамов  
 газета «Культура»

«Екатерина Ворона — молодая художница, воплощающая на бумаге чувства трепетного восхищения природой и человеком.»— Оксана Ермолаева-Вдовенко 
 искусствовед

«Её картины стали „окнами“ в мир красоты и гармонии…» — Татьяна Завьялова 
 радио «Голос России»  

«Глядя на мягкие, нежные, воздушные полутона её работ, чувствуешь, что изображаемое окутано сиянием.» — Лилия Анисимова 
Russian Travel Guide 